# 나주 양씨
나주 양씨(羅州梁氏)는 전라남도 나주시를 본관으로 하는 한국의 성씨이다.

## 역사
제주 양씨(濟州 梁氏)에서 분적한 본관으로 시조는 조선 중종 때의 양인(梁認)이라는 인물이며 그는 제주 양씨의 시조 양을나(良乙那)의 원손(遠孫)이다.